# Richard Maibaum
Richard Maibaum (Nova Iorque, 26 de maio de 1909 - Santa Mônica (Califórnia), 4 de janeiro de 1991) foi um produtor cinematográfico e roteirista norte-americano, conhecido por participar dos roteiros da franquia James Bond, desde o primeiro filme em Dr. No, (1962), até Licence to Kill, (1989).
Foi amigo de Alan Ladd, de quem foi assessor em roteiros.